# Nuevo Techobampo
Nuevo Techobampo är en ort i Mexiko.   Den ligger i kommunen Choix och delstaten Sinaloa, i den nordvästra delen av landet, 1 300 km nordväst om huvudstaden Mexico City. Nuevo Techobampo ligger 333 meter över havet och antalet invånare är 191.
Terrängen runt Nuevo Techobampo är huvudsakligen kuperad, men österut är den bergig. Runt Nuevo Techobampo är det mycket glesbefolkat, med 7 invånare per kvadratkilometer. Närmaste större samhälle är Choix, 18,4 km söder om Nuevo Techobampo. I omgivningarna runt Nuevo Techobampo växer huvudsakligen savannskog.